# Neiafu (Vavaʻu)
Neiafu ist Hauptort und größte Stadt der Inselgruppe Vavaʻu im Norden des pazifischen Königreichs Tonga sowie einer der sechs Distrikte der Division Vavaʻu.
Die Stadt liegt am Port of Refuge, einem Tiefwasserhafen an der Südküste von ʻUtu Vavaʻu, der Hauptinsel des Vavaʻu-Archipels, der auch von Kreuzfahrtschiffen angefahren wird. Die höchste Erhebung ist mit 131 m der Mount Talau mit seiner charakteristischen abgeflachten Silhouette. In Neiafu befindet sich Banken, Schulen, eine Polizeistation und ein Krankenhaus.
Als statistische Gemeinde (village) umfasst Neiafu acht Ortsteile (subvillages: ʻAlo ʻi Talau, Falaleu, Fungamisi, Kameli, Loto-Talau, Masilamea, Talau Vaipua, Vete), die sich auf drei politische Gemeinden verteilen (towns: Neiafu sowie Falaleu und Fungamisi im Südosten). Die statistische Gemeinde Neiafu hat 3825 Einwohner (Stand 2021).

## Verwaltung
Im Jahr 2021 hatte der Distrikt Neiafu 5345 Einwohner. Zum Distrikt gehören die folgenden Ortschaften:
| Dorf   | Einwohner (2021) |
| ------ | ---------------- |
| Neiafu | 3825             |
| Makave | 354              |
| Toula  | 380              |
| ʻUtui  | 307              |
| Ofu    | 126              |
| Okoa   | 273              |
| Oloʻua | 80               |
| Kenutu | 0                |

## Tourismus
Aufgrund der Lage, der Ankerplätze und der Möglichkeiten für Versorgung und Reparaturen ist Neiafu beliebt bei Segel- und Kreuzfahrtouristen. Einer der beliebten Plätze ist die Insel Mala westlich von Neiafu.

## Filmische Rezeption
Neiafu ist ein Dreh- und Handlungsort des Films „Somewhere in Tonga“ von Florian Schewe aus dem Jahr 2017.